# Họ Thị
Họ Thị (danh pháp khoa học: Ebenaceae) là một họ thực vật có hoa, nó bao gồm các loài cây như hồng, thị, cậy, mun. Họ này có khoảng 548-768 loài cây gỗ và cây bụi thuộc các chi là Diospyros, Euclea, Lissocarpa và Royena. Các loài phần lớn là cây thường xanh và có nguồn gốc ở khu vực nhiệt đới hay cận nhiệt đới, với chỉ một ít các loài cây lá sớm rụng có nguồn gốc ở khu vực ôn đới. Chi Diospyros chứa khoảng 450-500 loài và có sự phân bố rộng khắp vùng nhiệt đới, với sự đa dạng lớn nhất về các loài trong khu vực Indomalaya. Chi Euclea chứa 20 loài, có nguồn gốc ở châu Phi, quần đảo Comoro, khu vực bán đảo Ả Rập. Đài hoa bền vững trên quả là đặc trưng của họ này.
Theo APG, họ này có thể chia ra làm 2 phân họ là Lissocarpoideae (gồm 1 chi Lissocarpa và 8-18 loài ở khu vực nhiệt đới Nam Mỹ) và Ebenoideae chứa 3 chi và 540 loài còn lại.

## Tên gọi
Tên gọi của họ Ebenaceae dựa theo tên chi Ebenus, được Otto Kuntze công bố năm 1891. Nó là tên đồng âm muộn của Ebenus L., 1753, một chi đã được đặt tên trong họ Fabaceae, vì thế Ebenus Kuntze, 1891 là nomen illegitimum (tên gọi phi pháp). Các loài mà Kuntze đã xếp vào chi Ebenus sau đó chuyển sang chi Maba, mà chi này đến lượt mình cũng bị gộp vào chi Diospyros.
Do tên gọi Ebenaceae đã được nhắc đến nhiều, được sử dụng trong các nguồn hàn lâm về thực vật học như Genera Plantarum của Bentham & Hooker, Natürlichen Pflanzenfamilien của Engler và Prantl, Families of Flowering Plants của Hutchinson nên nó là tên gọi được bảo toàn và vì thế là tên gọi hợp pháp.

## Các chi
- Diospyros (bao gồm cả Cargillia, Cavanillea, Ebenus, Embryopteris, Guaiacana, Idesia, Maba, Mabola, Macreightia, Noltia, Paralea, Pimia, Rhaphidanthe, Ropourea, Tetraclis)
- Euclea
- Royena
- Lissocarpa

Chi Brachynema trước đây từng được đặt trong họ này nhưng hiện nay đã được chuyển sang họ Olacaceae.

## Phát sinh chủng loài
Cây phát sinh chủng loài dưới đây vẽ theo Duangjai et al. (2006)
|  | Diospyros                                         |
|  |                                                   |
|  | \| \| Royena \| \| \| \| \| \| Euclea \| \| \| \| |
|  |                                                   |
|  | Royena                                            |
|  |                                                   |
|  | Euclea                                            |
|  |                                                   |

|  | Royena |
|  |        |
|  | Euclea |
|  |        |

|  | Diospyros                                         |
|  |                                                   |
|  | \| \| Royena \| \| \| \| \| \| Euclea \| \| \| \| |
|  |                                                   |
|  | Royena                                            |
|  |                                                   |
|  | Euclea                                            |
|  |                                                   |

|  | Royena |
|  |        |
|  | Euclea |
|  |        |

## Hình ảnh

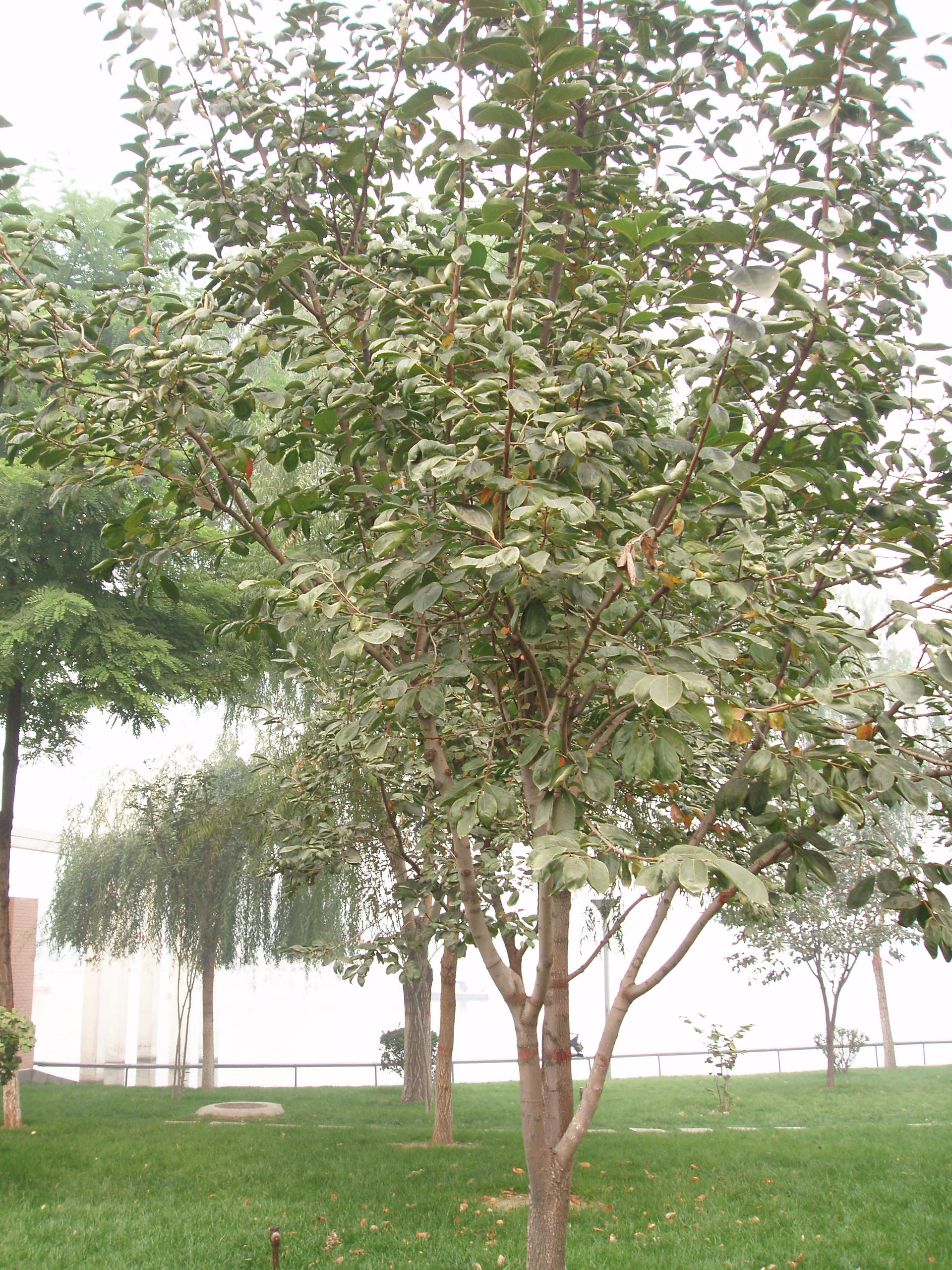
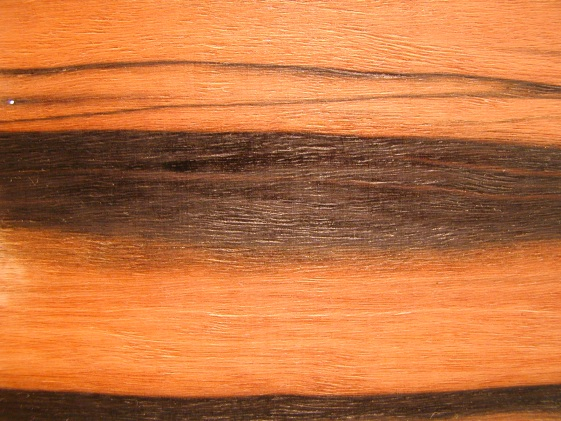
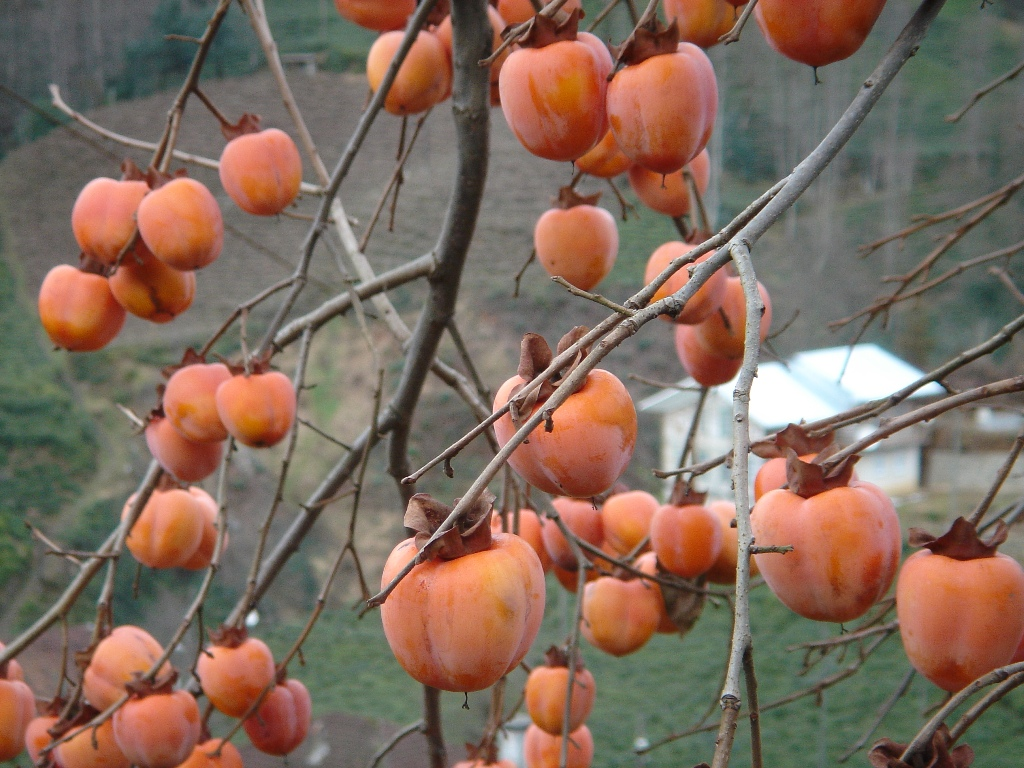